# Æthelred (England)

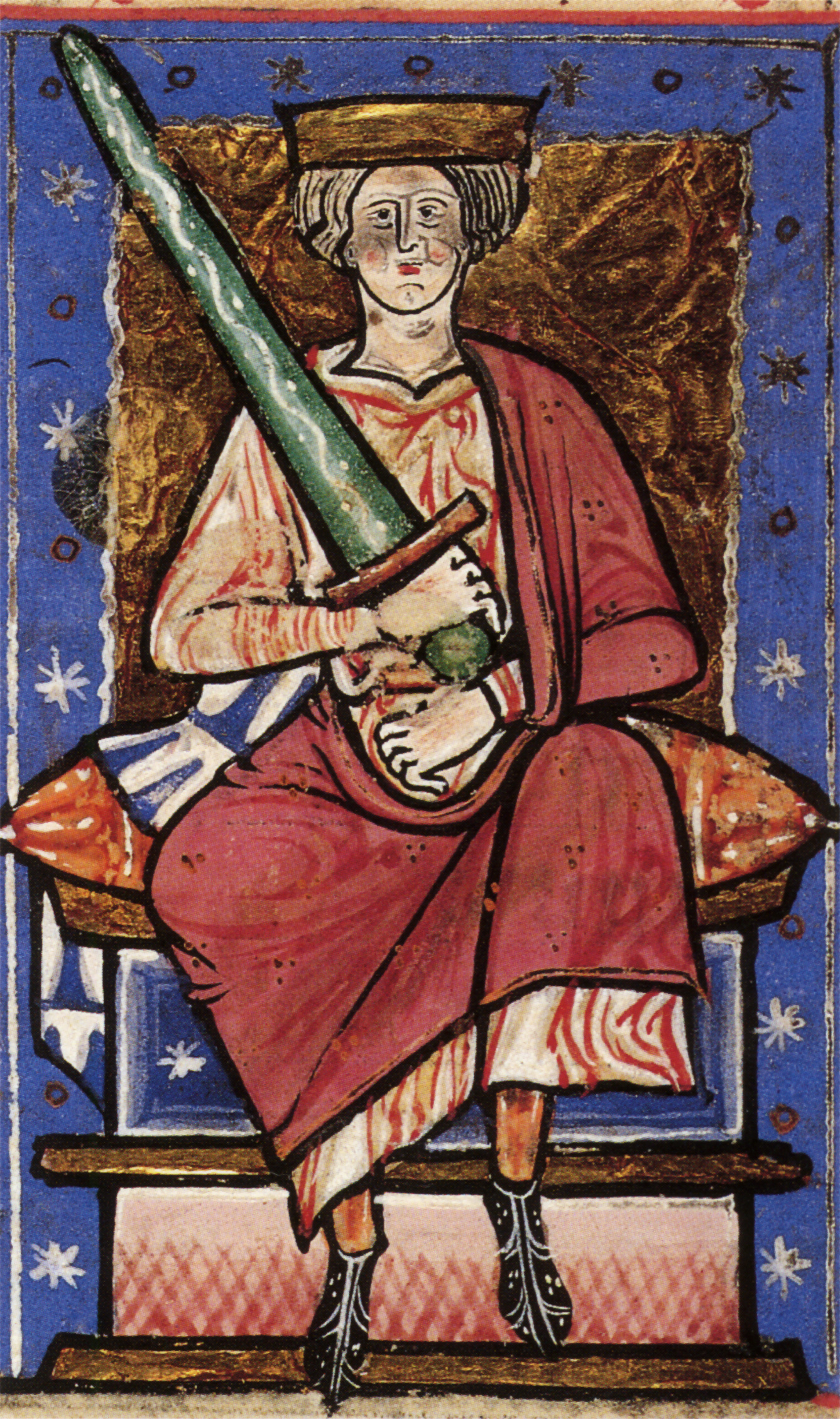
Æthelred von England,
Miniatur in der Chronik von Abingdon

Æthelred (* nach 966/vor 969; † 23. April 1016 in London), auch Æthelred the Unready („Æthelred der Unberatene“), war König von England aus dem angelsächsischen Haus Wessex von 978 bis 1013 sowie von 1014 bis zu seinem Tod. Dazwischen verlor er seine Macht an den dänischen König Sven Gabelbart, der England als Konsequenz ständiger Konflikte bis Dezember 1013 eroberte, aber bereits im Februar 1014 starb.

## Leben

### Familie
Æthelred war ein Sohn Edgars mit seiner zweiten Frau Ælfthryth (Elfrida, ⚭ seit 964/965), Tochter des Ealdorman Ordgar of Devonshire und Witwe des Ealdorman Elfwold of East Anglia. Aufgrund der Quellenangaben kann er nicht vor 966 geboren worden sein, muss 969 aber bereits gelebt haben.
Sein älterer Bruder Eadmund starb bereits 971. Edgars uneheliche Tochter Eagitha, seine Halbschwester, wurde Nonne. Eduard der Märtyrer, sein Halbbruder aus der ersten Ehe seines Vaters mit Aethelflaed, war von 975 bis 978 sein Vorgänger als König von England.
In erster Ehe war er seit 985 mit Ælfgifu, Tochter des Earl Thored von Northumbria, verheiratet. Aus dieser Verbindung gingen folgende Kinder hervor:
- Æthelstan Ætheling (* um 987; † 1012)
- Edmund II. Eisenseite[2][3] (* um 989; † 1016)
- Ecgberht Ætheling († um 1005)
- Eadred Ætheling[4] († um/nach 1012)
- Edith, Egitha, Eadgyth ⚭ 1. Eadric Streone (möglicherweise ⚭ 2. Thorkell der Lange[3])
- Ælfgifu ⚭(1014) Uhtred, Earl von Northumbria[5]

In zweiter Ehe war er seit 1002 mit Emma (auch Imma, angelsächsisch Elgiva) verheiratet. Mit ihr hatte er mindestens drei Kinder:
- Eduard der Bekenner[3] (* um 1004; † 5. Januar 1066)
- Alfred Ætheling[3] († 1036)
- Guda, Goda, Godgifu (* 1004; † um 1047) ⚭ 1. Drogo von Mantes ⚭ 2. (1035) Eustace II. von Boulogne

Nicht bekannt ist die Mutter (bzw. sind die Mütter) seiner weiteren Kinder:
- Eadwig Ætheling, Eadwy († 1017)
- Eadgar Ætheling the Elder († 1008)
- Tochter[3] ⚭ Æthelstan († 5. Mai 1010)
- Tochter, Äbtissin von Wherwell

Mögliche weitere Kinder sind:
- Wulfhild (⚭ Ulfcytel Snillingr)

### Thronfolge
Als König Edgar am 8. Juli 975 plötzlich starb, ohne seine Nachfolge geregelt zu haben, bewarben sich zwei Thronfolger um die Herrschaft, die beide noch Jugendliche waren.
Den Ansprüchen des 13-jährigen Eduard widersprach eine Gruppe von Adligen, die die Krone dem erst siebenjährigen Æthelred geben wollten. Zu dieser Gruppe gehörten neben Æthelreds ehrgeiziger Mutter Ælfthryth auch Ealdorman Ælfhere und Bischof Æthelwold von Winchester. Eduard wurde dagegen von den Erzbischöfen Dunstan von Canterbury und Oswald von York unterstützt, sowie von weiteren Adligen wie Ælfwine und Byrhtnoth. Vor allem durch Dunstans Unterstützung wurde Eduard vom Witan, dem Rat der Großen, anerkannt und gekrönt.
Nachdem Eduard der Märtyrer am 18. März 978 in Corfe Castle durch Æthelreds Mutter Ælfthryth ermordet worden war, bestieg Æthelred den Thron. Am 14. April 978 wurde der etwa 10-jährige in Kingston von den Erzbischöfen Dunstan von Canterbury und Oswald von York sowie zehn weiteren Bischöfen zum König gekrönt.

### Herrschaft

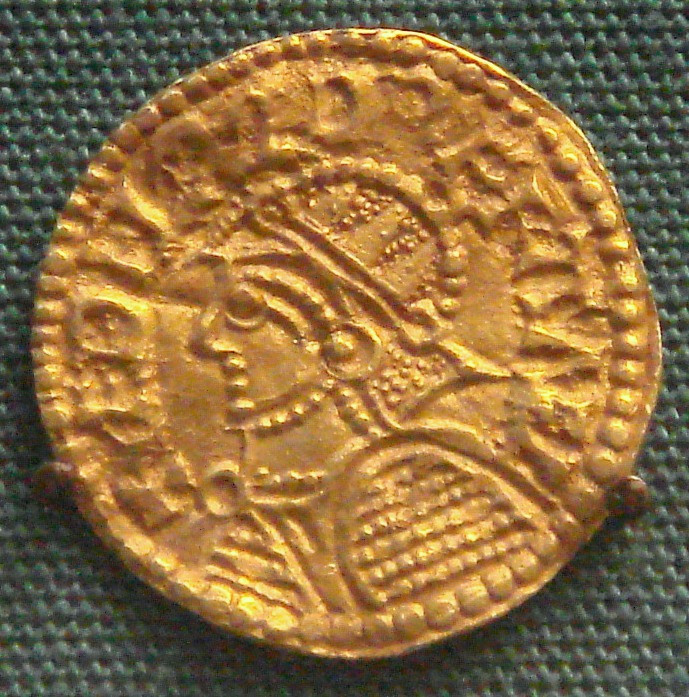
Gold-Mancus Æthelreds, etwa 1003–1006

Das Wappen Æthelreds

Der junge König hatte gleich zu Anfang seiner Herrschaft mit großen Schwierigkeiten zu kämpfen: Als in Calne 977 oder 978 der Versammlungssaal des Witan einstürzte, waren viele der ältesten und erfahrensten königlichen Berater getötet, die anderen schwer verletzt worden.
980 begannen neue Wikingerüberfälle. Southampton (980, 981), das Kloster St. Petroc in Cornwall (981), Portland (992) wurden geplündert. In Devonshire, Cornwall und Dorset verschafften sich die Wikinger Verpflegung.
In erster Ehe heiratete er um 985 Ælfgifu. Innenpolitisch war die Lage um 986 schwierig. So sah sich Æthelred genötigt, Rochester zu belagern und das Umland zu verwüsten. Ealdorman Ælfric von Mercia wurde von Æthelred aus England verbannt. Außerdem verendete ein Großteil des Viehs infolge einer Seuche. Als dänische Piraten Wecedport (Watchet) plünderten, wurden sie 988 von Goda, dem thane von Devonshire, geschlagen. Æthelred griff 991 die Halbinsel Cotentin an. Der Krieg wurde durch einen Vertrag mit Richard II., dem Herzog der Normandie (996 bis 1026), beendet.
Bisher waren die Wikingerüberfälle nur von kleinen Flotten durchgeführt worden, doch „in diesem Jahr (991) kam Olav I. Tryggvason mit 93 Schiffen nach Folkestone und plünderte die Umgebung. Dann ging er von dort nach Sandwich, von dort nach Ipswich, und überrannte alles bis nach Maldon. Der Ealdorman Byrhtnoth zog ihnen dorthin mit seinem Heer entgegen und kämpfte gegen sie. Und sie töteten den Ealdorman und behaupteten das Schlachtfeld.“ Die Schlacht von Maldon am 10./11. August 991 war ein entscheidender Wendepunkt in der Geschichte der Wikingerüberfälle auf England. Erzbischof Sigerich der Ernste von Canterbury handelte gemeinsam mit Ealdorman Æthelweard einen Friedensvertrag gegen Zahlung von 10.000 Pfund Silber als Danegeld mit den siegreichen Dänen aus. Der erkaufte Frieden war nur von kurzer Dauer und die englischen Zahlungen stiegen bis 1015 stetig an.
993 stürmten und plünderten die Wikinger Bambrough, bevor sie in Lindsey und Northumbria brandschatzen. Nach der vergeblichen Belagerung Londons 994 plünderten Olaf Tryggvason und Sven Gabelbart Essex, Kent, Sussex und Hampshire. Æthelred schickte Bischof Alfheah II. (984–1006) von Winchester und seinen Verwandten Æthelweard zu König Olav I. Tryggvason, um mit diesem Frieden zu schließen. Olaf Tryggvason erhielt 16.000 Pfund Silber, schwor, England niemals wieder als Feind zu betreten, und ließ sich vom Bischof von Winchester taufen.
In den Jahren 997 bis 1002 konnte Æthelred den jährlichen Plünderungen durch die Dänen nichts entgegensetzen. Im Jahr 1002 stellten 24.000 Pfund Silber als Danegeld den Frieden noch einmal her. Æthelred heiratete – in Erwartung normannischer Unterstützung gegen die Wikinger – die normannische Herzogstochter Emma (angelsächs. Elgiva genannt), die Schwester Richards II. Diese Heirat bildete die Grundlage für die später von den Normannen erhobenen Ansprüche auf den englischen Thron. Am 13. November 1002 kam es zum St.-Brice’s-Day-Massaker, als Æthelred aus Angst vor einem Mordanschlag gegen seine Person befahl, alle Dänen in seinem Herrschaftsbereich umbringen zu lassen. Der Befehl konnte zwar nicht in allen Gebieten durchgeführt werden, doch kam es zu einem unbeschreiblich grausamen Blutbad. Unter den Getöteten war auch die Geisel Gunhilde, eine Schwester Sven Gabelbarts, des Königs von Dänemark, der daraufhin Rache schwor.

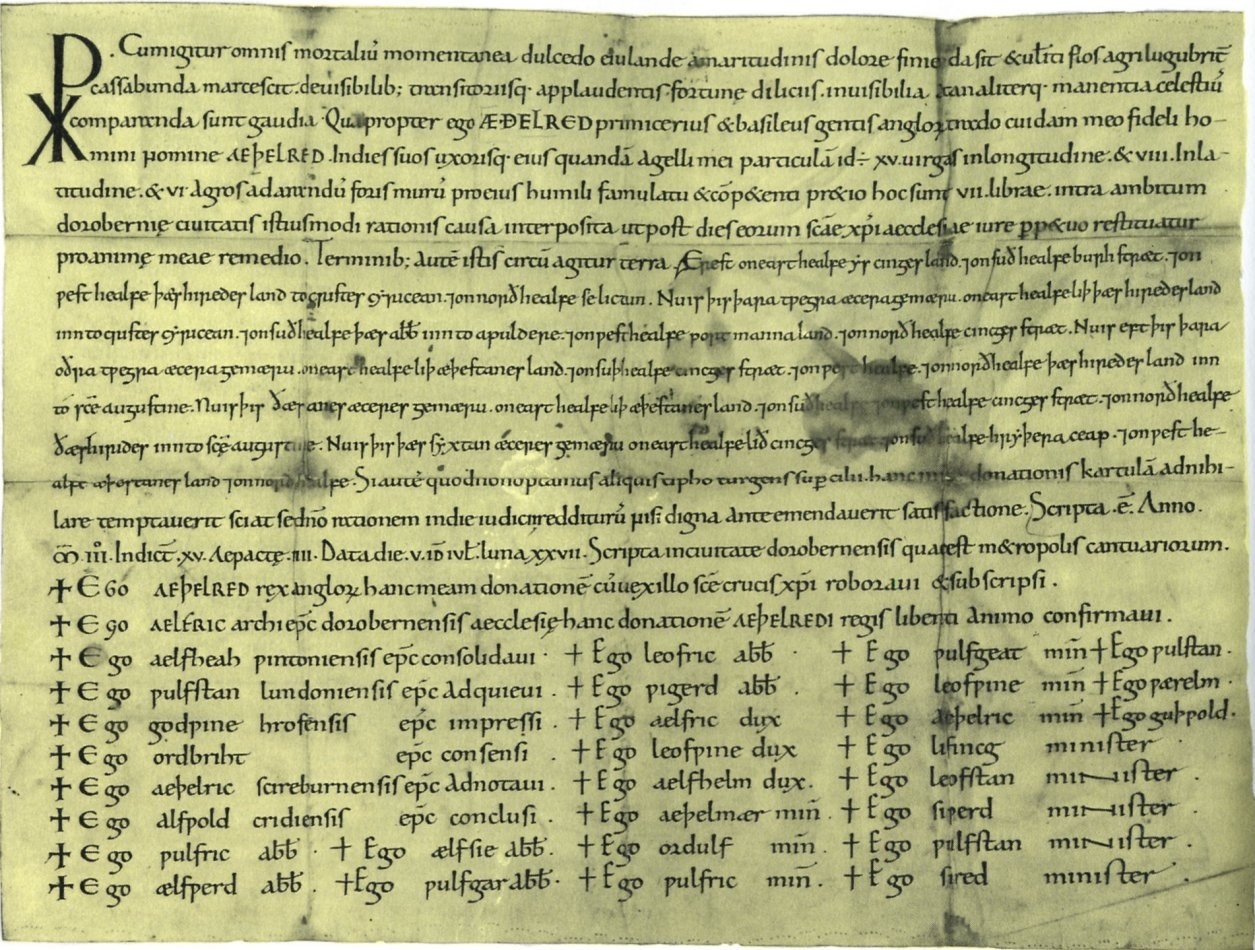
Urkunde König Æthelreds II. von 1003 an seinen Gefolgsmann Æthelred

Sven Gabelbart landete 1003 in England, musste seinen Feldzug aber wegen einer Hungersnot 1005 abbrechen. 1006 landete er erneut, besetzte Sandwich und plünderte Kent und Sussex. Æthelred hob in Mercia und Wessex ein Heer aus, doch wichen die Dänen einer Schlacht aus und zogen sich im Spätherbst auf die Isle of Wight zurück. Noch im Winter brandschatzte Sven Reading, Wallingford, Cholsey und andere Städte, bevor er sich mit großer Beute auf seine Schiffe zurückzog. Nach Zahlung von 36.000 Pfund Silber Danegeld zog Sven 1007 ab.
1009 überzog eine große Flotte unter Thorkell dem Großen England mit Krieg. Æthelred ordnete umfangreiche religiöse Rituale an, um Gottes Beistand zu erhalten. Der Süden Englands wurde von den Dänen geplündert und verwüstet. In Canterbury wurde die Bevölkerung massakriert. Nach Zahlung von 48.000 Pfund Silber Danegeld zogen die Dänen 1012 ab.

### Exil
Sven Gabelbart landete 1013 mit seinem Sohn Knut dem Großen und einer riesigen Streitmacht in England. Noch im gleichen Jahr wurde er als Herrscher über das Danelag anerkannt. Uhtred, Earl von Northumbria, musste sich Knut unterwerfen. Æthelred und Earl Thurcetel verteidigten London zwar erfolgreich gegen Knut; als aber auch Ethelmar, Earl of Devonshire, sich Knut unterwerfen musste und auch London um Frieden bat, war die Situation für Æthelred unhaltbar geworden.
Æthelred floh 1013 mit seiner Frau Emma und den Söhnen Edward und Alfred vor Sven Gabelbart zu seinem Schwager Richard II. dem Guten in die Normandie. Nach dem Tod von Sven Gabelbart am 3. Februar 1014 erkannten die Engländer dessen Sohn Knut nicht als König an, sondern riefen Æthelred aus dem Exil zurück.

### Rückkehr und Tod
Æthelred warb ein Heer an, dem sich auch Olaf Haraldsson, späterer König von Norwegen und Heiliger, anschloss. Æthelred vertrieb Knut den Großen, der seine Geiseln verstümmelte und nach Dänemark floh. Eadric of Mercia ermordete 1015 in Oxford heimtückisch Siferth und Morcar, zwei Adlige aus dem nördlichen Danelag. Æthelred beschlagnahmte deren Besitz und ließ Siferths Witwe Ealdgyth in Malmesbury einsperren, doch sein Sohn Edmund II. Eisenseite heiratete Ealdgyth gegen den Willen seines Vaters und beanspruchte ihren Besitz.
Knut der Große fiel 1015 erneut in England ein, fand rasch Verbündete in Wessex und Northumbria und belagerte Æthelred in London. Während dieser Belagerung starb Æthelred am 23. April 1016. Er wurde in der St. Pauls Kirche begraben. Seinen Thronanspruch übernahm sein ältester Sohn Edmund II. Eisenseite. Seine Witwe Emma heiratete Knut den Großen.

## Etymologie von Æþelræd Unræd
Der altenglische Name Æþelræd Unræd ist ein Wortspiel aus folgenden Gliedern:
- Æþel = edel, vornehm, herrlich
- ræd =
  - schnell, lebhaft, geschickt (als Adjektiv)
  - Rat, Beratung, Entschluss, Plan, Beschluss, Befehl, Weisheit, Vernunft, Sinn, Gewinn, Nutzen, Wohltat, Glück, Hilfe, Macht (als Substantiv)
  - bereiten, zurechtmachen, geraten, überlegen (als Verb)

sowie dem Beinamen
- Unræd = verrückter Plan, Verbrechen, Verrat[10]
  - un wurde aber auch, wie noch im heutigen Deutsch, als negierende Vorsilbe verwendet: Unentschlossen, Unberaten, Ratlos, ohne Rat etc.

Der Beiname sagt nicht unbedingt etwas über den König selber aus, sondern kann ebenso auf die königlichen Berater, den Witan, bezogen werden, auf die der damals Zehnjährige zu Beginn seiner Herrschaft angewiesen war. Ob dieser Beiname dem Urteil der Zeitgenossen über den König entspricht, ist zweifelhaft, da er erst ab 1180, also gut 150 Jahre nach Æthelreds Tod, überliefert ist.

## Literarische Rezeption
In Ken Folletts historischem Roman „The Evening and the Morning“ spielt König Ethelred eine Rolle im Verlauf des Romans. Ebenso findet er im Manga Vinland Saga von Makoto Yukimura Erwähnung.